# Västra Sörby

Västra Sörby är en by belägen på mitten av Öland, i Borgholms kommun, öster om Halltorp.